# Aphelandra latibracteata
Aphelandra latibracteata là một loài thực vật có hoa trong họ Ô rô. Loài này được Wassh. mô tả khoa học đầu tiên năm 1973.